# Berlin-Brandenburg Aerospace Allianz
Die Berlin-Brandenburg Aerospace Allianz e.V. (BBAA) ist ein regionaler Wirtschaftsverband der Luft- und Raumfahrtindustrie in der Hauptstadtregion Berlin-Brandenburg.
Die BBAA wurde 1998 von elf Partnern gegründet und umfasst mehr als 90 Mitglieder – von Kleinbetrieben über wissenschaftliche Institutionen und Forschungseinrichtungen bis zu global agierenden Konzernen wie der Deutschen Lufthansa, MTU Aero Engines und Rolls-Royce Deutschland.
Der Verein ist Mitglied im Bundesverband der Deutschen Luft- und Raumfahrtindustrie e.V.